# Pétition Szilárd

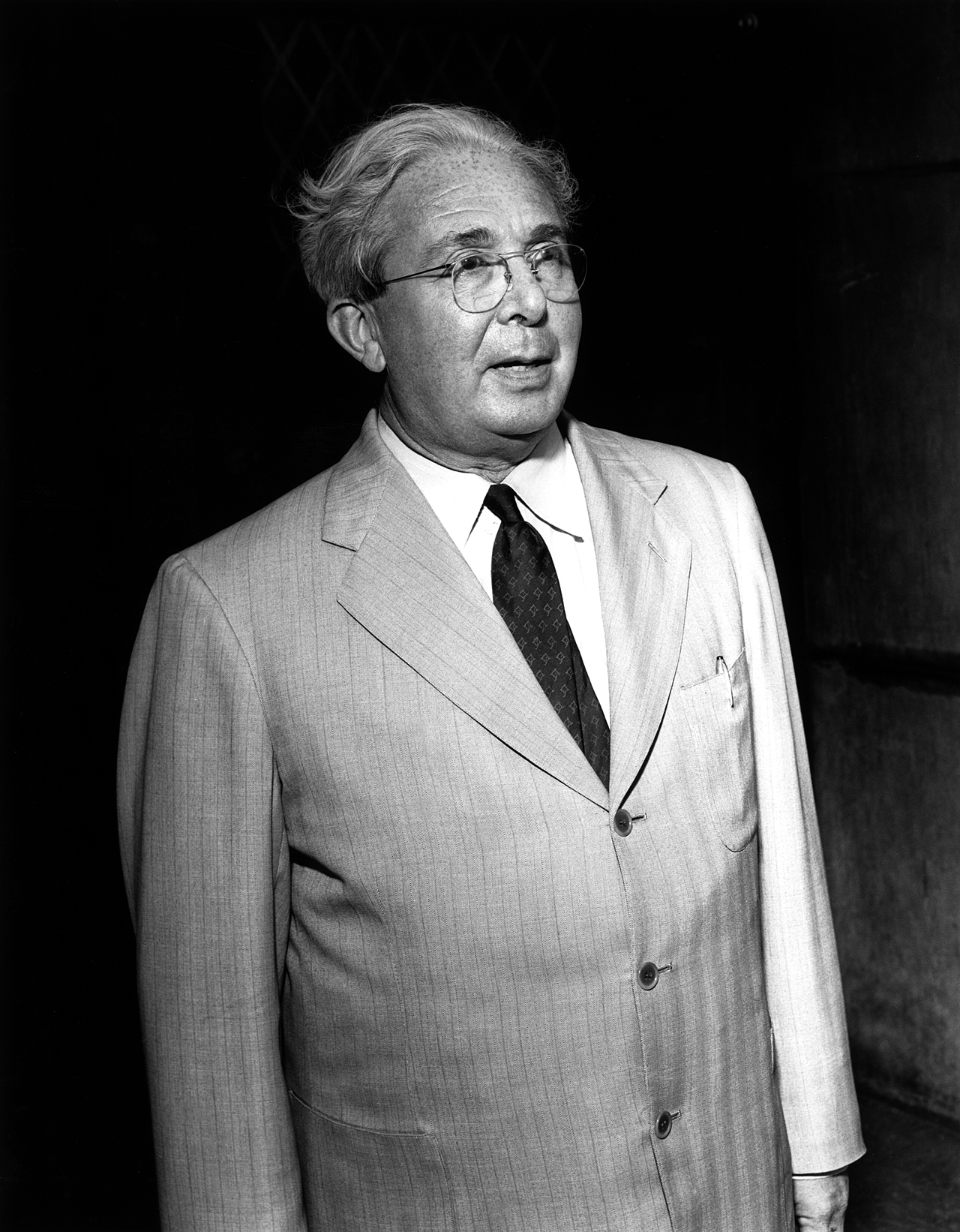
Leó Szilárd.

La pétition Szilárd, rédigée par le physicien Leó Szilárd, est signée par 70 scientifiques travaillant sur le projet Manhattan à Oak Ridge dans l'État du Tennessee et au Metallurgical Laboratory à Chicago dans l'État de l'Illinois. Diffusée en juillet 1945, elle demande au président Harry S. Truman d'envisager une démonstration de la puissance de la bombe atomique en premier lieu avant de l'utiliser contre des personnes. Cependant, la pétition se perd dans la chaîne de commandement et ne parvient pas au président Truman. Elle est déclassifiée et rendue publique seulement en 1961.
Plus tard, en 1946, Szilárd se joint à Albert Einstein pour créer le Comité d'urgence des scientifiques atomistes qui compte parmi son conseil d'administration Linus Pauling (prix Nobel de la paix en 1962).

## Extrait de la pétition
« Nous, soussignés, demandons respectueusement : premièrement, que vous exerciez votre pouvoir en tant que commandant en chef, de décider que les États-Unis ne doivent pas recourir à l'utilisation de bombes atomiques dans cette guerre à moins que les conditions qui seront imposées au Japon soient rendues publiques dans le détail et que le Japon, connaissant ces conditions,  refuse de se rendre; deuxièmement, que dans un tel cas la question de savoir s'il faut ou pas utiliser les bombes atomiques soit décidée par vous, à la lumière des considérations présentées dans cette pétition ainsi que de toutes les autres responsabilités morales qui sont impliquées. »

## Réaction
En réaction à la pétition, le général Leslie Groves, directeur du Projet Manhattan, cherche des preuves d'un comportement illicite à l'encontre de Szilárd. 
La plupart des signataires perdent leur emploi dans l'industrie de l'armement.

## Signataires
Les 70 signataires du laboratoire métallurgique du Projet Manhattan à Chicago, dans l'ordre alphabétique, avec leurs positions, sont :
1. David S. Anthony, chimiste associé
2. Larned B. Asprey (en), chimiste, S.E.D.
3. Walter Bartky, directeur assistant
4. Austin M. Brues, directeur, division de biologie
5. Mary Burke, Research Assistant
6. Albert Cahn, Jr., assistant physicien
7. George R. Carlson, Assistant de recherche en physique
8. Kenneth Stewart Cole (en), bio-physicien principal
9. Ethaline Hartge Cortelyou, chimiste
10. John Crawford, physicien
11. Mary M. Dailey, assistant de recherche
12. Miriam P. Finkel, biologiste associé
13. Frank G. Foote, métallurgiste
14. Horace Owen France, biologiste associé
15. Mark S. Fred, chimiste associé à la recherche
16. Sherman Fried, chimiste
17. Francis Lee Friedman (en), physicien
18. Melvin S. Friedman, chimiste associé
19. Mildred C. Ginsberg, informaticien
20. Norman Goldstein, physicien
21. Sheffield Gordon, chimiste associé
22. Walter J. Grundhauser, assistant de recherche
23. Charles W. Hagen, assistant de recherche
24. David B. Hall, position non identifiée
25. David L. Hill, physicien associé, Argonne
26. John Perry Howe, Jr., directeur de division adjoint, chimie
27. Earl K. Hyde, chimiste associé
28. Jasper B. Jeffries, physicien, chimiste
29. William Karush (en), physicien associé
30. Truman P. Kohman, chercheur en chimie
31. Herbert E. Kubitschek, physicien
32. Alexander Langsdorf, Jr. (en), associé de recherche
33. Ralph E. Lapp (en), assistant de directeur de division
34. Lawrence B. Magnusson, chimiste
35. Robert Joseph Maurer, physicien
36. Norman Frederick Modine, assistant de recherche
37. George S. Monk, physicien
38. Robert James Moon, physicien
39. Marietta Catherine Moore, technicien
40. Robert Sanderson Mulliken, coordonnateur de l'information
41. J. J. Nickson (en), [médecin, division de biologie]
42. William Penrod Norris, biochimiste associé
43. Paul Radell O'connor, chimiste
44. Leo Arthur Ohlinger, ingénieur
45. Alfred Pfanstiehl, physicien
46. Robert Leroy Platzman, chimiste
47. C. Ladd Prosser, biologiste
48. Robert Lamburn Purbrick, physicien
49. Wilfred Rall, physicien assistant de recherche
50. Margaret H. Rand, assistant de recherche, section médicale
51. William Rubinson, chimiste
52. B. Roswell Russell, Position non identifiée
53. George Alan Sacher, biologiste associé
54. Francis R. Shonka, physicien
55. Eric L. Simmons, biologiste assistant, groupe médical
56. John A. Simpson, Jr., physicien
57. Ellis P. Steinberg, chimiste
58. D. C. Stewart, S/Sgt S.E.D.
59. George Svihla, position non identifiée [groupe médical]
60. Marguerite N. Swift, physiologiste associée, groupe médical
61. Leó Szilárd, physicien en chef
62. Ralph E. Telford, position non identifiée
63. Joseph D. Teresi, chimiste associé
64. Albert Wattenberg, physicien
65. Katherine Way (en), assistante de recherche
66. Edgar Francis Westrum, Jr., chimiste
67. Eugene Paul Wigner, physicien
68. J. Ernest Wilkins, Jr. (en), physicien associé
69. Hoylande Young, chimiste
70. William F. H. Zachariasen, consultant